# حسین کسبیان
حسین کسبیان (۱۲ بهمن ۱۳۱۲ تهران – ۱۴ اردیبهشت ۱۳۸۵ تهران) بازیگر تئاتر، سینما و تلویزیون ایرانی بود. حسین کسبیان طی سال‌های حضورش در عرصه هنر در بیش از ۲۰ سریال تلویزیونی و ۳۲ فیلم سینمایی بازی کرد.

## زندگی و حرفه
حسین کسبیان در تهران زاده شد. او دانش‌آموخته هنرستان هنرپیشگی در سال ۱۳۳۳ بود. فعالیت هنری را در سال ۱۳۳۵ با بازی در تئاتر آغاز کرد. از سال ۱۳۳۸ نیز به‌طور پراکنده به فعالیت در دوبله پرداخت. از تئاترهای مهم او پهلوان اکبر می‌میرد به کارگردانی عباس جوانمرد در سال ۱۳۴۴ بود؛ و نیز میراث و ضیافت کارِ بهرام بیضایی در آذر ۱۳۴۶ که در هر دو پارهٔ نمایش نقش نوکر را بازی کرد. شروع فعالیت او در سینما نیز در سال ۱۳۵۱ با بازی در فیلم تجاوز (حمید مصداقی) همراه بود. او در سال ۱۳۶۹ در سریال تلویزیونی آرایشگاه زیبا به کارگردانی مرضیه برومند و در نقش آقای خمارلو، پدر «اسد خمارلو» (با بازی رضا بابک) به نقش آفرینی پرداخت.
وی در سال ۱۳۱۲ در تهران متولد شد و فعالیت‌های تئاتری و ادبی خود را از سال ۱۳۳۱ آغاز کرد و یک سال بعد وارد هنرستان هنرپیشگی شد. کسبیان در سال ۱۳۳۷ با عنوان رئیس دبیرخانه موزه‌های وزارت فرهنگ و هنر استخدام شد و دو سال بعد که گروه هنر ملی به سرپرستی عباس جوانمرد تأسیس شد جزو هیئت مدیره آن گروه بود.
وی اولین کار جدی خود را در سال ۱۳۳۲ با عنوان «پنجه» در دانشکده ادبیات اجرا کرد و پس از آن در نمایش «هیاهوی بسیار برای هیچ» به کارگردانی مصطفی اسکویی به عنوان بازیگر نقش اول به همراه عزت‌الله انتظامی ایفای نقش کرد.
کسبیان تا بعد از انقلاب اسلامی همچنان مدیر گروه هنر ملی بود و به فعالیت‌های تئاتری خود ادامه می‌داد اما در کنار آن در چند فیلم و سریال نیز حضور داشت. از جمله می‌توان به اولین فیلم او به عنوان «تجاوز» ساخته حمید مصداقی در سال ۱۳۳۹ اشاره کرد. وی در سال ۱۳۴۷ نیز در سریال «سمک عیار» بازی داشت که بر اساس آن یک فیلم سینمایی ساخته شد و یک نمایش هم به روی صحنه آمد.
کسبیان در سال ۱۳۴۴ گروه تئاتر «۲۵شهریور» را تأسیس کرد که عباس جوانمرد، عزت‌الله انتظامی، علی نصیریان و بسیاری دیگر از هنرمندان عضو این گروه بودند و این گروه تئاتری به همراه گروه دیگری با حضور داود رشیدی، محمدعلی جعفری و چند هنرمند دیگر به اجرای برنامه می‌پرداختند. از نمایش‌هایی که آنها به روی صحنه آوردند می‌توان به «زارع شیکاگو»، «عروس فرنگی»، «مرگ در پاییز» و «سُلطان مار» اشاره کرد.
کسبیان تا سال ۱۳۶۰ به فعالیت‌های تئاتری خود ادامه داد و آخرین نمایشی که در آن حضور داشت «الموت» به کارگردانی مجید جعفری بود که خسرو شکیبایی و فریماه فرجامی از دیگر نقش آفرینان آن بودند.
حضور کسبیان در مجموعه‌های «افسانه سلطان و شبان» به کارگردانی داریوش فرهنگ و «آرایشگاه زیبا» به کارگردانی مرضیه برومند باعث شد تا نقش آفرینی در خاطره تماشاگران تلویزیون باقی بماند. «کسبیان» همچنین در مجموعه‌های «قصه‌های زندگی» و «زیر گنبد کبود» هم بازی خاطره انگیزی از خود به جای گذاشته‌است.
هر چند عمده فعالیت وی در عرصه تئاتر و تلویزیون خلاصه می‌شد ولی کسبیان در فیلم‌های مطرحی چون «رگبار» ساخته بهرام بیضایی، «مادر» ساخته علی حاتمی، «دل نمک» ساخته امیر قویدل و چهار تا از ساخته‌های مطرح بهمن فرمان آرا به نام‌های «شازده احتجاب»، «سایه‌های بلندباد»، «بوی کافور، عطر یاس» و «خانه یی روی آب» به نقش آفرینی پرداخت
در بیست و چهارمین جشنواره تئاتر فجر از وی تقدیر کردند.
حسین کسبیان در ۱۴ اردیبهشت ۱۳۸۵ در ۷۲ سالگی به علت بیماری نسبتاً طولانی درگذشت.

## فیلم‌شناسی

### سینما
- یک بوس کوچولو (۱۳۸۴)
- خانه‌ای روی آب (۱۳۸۰)
- بوی کافور، عطر یاس (۱۳۷۸)
- گروگان (۱۳۷۴)
- تحفه هند (۱۳۷۳)
- رؤیای نیمه‌شب تابستان (۱۳۷۳)
- شقایق (۱۳۷۰)
- دل نمک (۱۳۶۸)
- مادر (۱۳۶۸)
- باد سرخ (۱۳۶۷)
- چون باد (۱۳۶۷)
- غریبه (۱۳۶۶)
- گمشدگان (۱۳۶۶)
- پدربزرگ (۱۳۶۴)
- طغیان (۱۳۶۴)
- آن سفرکرده (۱۳۶۳)
- پرونده (۱۳۶۲)
- تفنگدار (۱۳۶۲)
- مترسک (۱۳۶۲)
- بند (۱۳۶۰)
- آقای هیروگلیف (۱۳۵۹)
- تاریخ‌سازان (۱۳۵۹)
- سایه‌های بلند باد (۱۳۵۷)
- هجرت (۱۳۵۷)
- شازده احتجاب (۱۳۵۳)
- رگبار (۱۳۵۱)
- تجاوز (۱۳۴۹)

### تلویزیون
| سال       | نام                     | سمت          | کارگردان                                   | توضیحات |
| --------- | ----------------------- | ------------ | ------------------------------------------ | --- |
| ۱۳۸۰      | با من بمان              | بازیگر       | حمید لبخنده                                | شبکه ۳ |
| ۱۳۸۰      | تازه چه خبر همسایه؟     | بازیگر       | بهروز بقایی امیر سماواتی                   | شبکه ۲ |
| ۱۳۷۹–۱۳۸۰ | خورشید و ماه            | بازیگر       | مهدی حسینی‌وند عالی‌پور                      | شبکه تهران |
| ۱۳۷۹      | خانه ما                 | بازیگر       | مسعود کرامتی                               | شبکه ۳ |
| ۱۳۷۷      | هتل                     | بازیگر مهمان | مرضیه برومند                               | شبکه تهران |
| ۱۳۷۷      | زیر بازارچه             | بازیگر       | رضا ژیان                                   | شبکه ۲ |
| ۱۳۷۶      | سلام زندگی              | بازیگر       | مسعود شاه‌محمدی                             | |
| ۱۳۷۵      | ماجراهای خانه شماره ۱۳  | بازیگر       | اسماعیل میهن‌دوست                           | از برنامه «سیمای خانواده» شبکه ۱ پخش می‌شد. |
| ۱۳۷۵      | کودکی غلامحسین‌خان       | صداپیشه      | مرضیه برومند                               | شبکه تهران |
| ۱۳۷۴      | داستان یک شهر           | بازیگر       | خسرو معصومی                                | این مجموعه در ابتدا «خانه‌های شاد» نام داشت و از شبکه ۱ پخش می‌شد و نباید آنرا با سریالی دیگر به همین نام به کارگردانی اصغر فرهادی (۱۳۷۸- شبکه تهران) اشتباه کرد. |
| ۱۳۷۴      | علی‌آقا ۱۲۱              | بازیگر مهمان | محمد صالح علا                              | شبکه ۲ |
| ۱۳۷۴      | زیر گنبد کبود           | بازیگر       | بهمن زرین‌پور                               | شبکه تهران |
| ۱۳۷۴      | عیاران                  | بازیگر       | کاظم بلوچی                                 | |
| ۱۳۷۳      | همسران                  | بازیگر       | بیژن بیرنگ مسعود رسام                      | شبکه ۲ |
| ۱۳۷۳      | نیمهٔ پنهان ماه          | بازیگر       | مجید جعفری                                 | کارگردان تلویزیونی: «ناهید محمدیان» |
| ۱۳۷۳      | تله‌فیلم «شیشه شکسته»    | بازیگر       | محمدجواد رجب‌زاده                           | گروه کودک و نوجوان شبکه ۲ |
| ۱۳۷۲      | ضرب‌المثل‌ها              | بازیگر       | شاپور قریب                                 | برنامه کودک و نوجوان شبکه ۲ |
| ۱۳۷۰      | روزهای برفی             | بازیگر       | مجید جوانمرد                               | برنامه کودک و نوجوان شبکه ۲ |
| ۱۳۶۹      | مهر و ماه               | بازیگر       | حمید لبخنده                                | شبکه ۲ |
| ۱۳۶۹      | آرایشگاه زیبا           | بازیگر       | مرضیه برومند                               | شبکه ۲ |
| ۱۳۶۳      | افسانه سلطان و شبان     | بازیگر       | داریوش فرهنگ                               | شبکه ۱ |
| ۱۳۵۳–۱۳۵۴ | سمک عیار                | بازیگر       | محمدرضا اصلانی باربد طاهری واروژ کریم‌مسیحی | |
| ۱۳۴۷      | تله‌تئاتر «محاق»         | بازیگر       | عباس جوانمرد                               | نویسنده: «اکبر رادی» |
| ۱۳۴۷      | تله‌تئاتر «مسافران»      | بازیگر       | عباس جوانمرد                               | نویسنده: «اکبر رادی» |
| ۱۳۴۷      | تله‌تئاتر «مرگ در پائیز» | بازیگر       | عباس جوانمرد                               | نویسنده: «اکبر رادی» |
| ۱۳۴۶      | تله‌تئاتر عروسکها        | بازیگر       | بهرام بیضایی                               | نویسنده: «بهرام بیضایی» |
| ۱۳۴۵      | تله‌تئاتر «ناقالدی»      | بازیگر       | عباس جوانمرد                               | نویسنده: «بهزاد فراهانی» |